# Lijst van voetbalinterlands Chili - Colombia (vrouwen)
Deze lijst van voetbalinterlands is een overzicht van alle officiële voetbalinterlands tussen de nationale vrouwenteams van Chili en Colombia. De landen hebben tot nu toe veertien keer tegen elkaar gespeeld.

## Wedstrijden
| №  | Plaats        | Datum             | Competitie                  | Wedstrijd        | Uitslag |
| -- | ------------- | ----------------- | --------------------------- | ---------------- | ------- |
| 1  | Mar del Plata | 8 maart 1998      | Sudamericano Femenino 1998  | Chili − Colombia | 1 − 5   |
| 2  | Mar del Plata | 14 november 2006  | Sudamericano Femenino 2006  | Colombia − Chili | 1 − 3   |
| 3  | Coquimbo      | 13 januari 2010   | Vriendschappelijk           | Chili − Colombia | 1 − 1   |
| 4  | Bogota        | 18 september 2010 | Vriendschappelijk           | Colombia − Chili | 2 − 0   |
| 5  | Bogota        | 20 september 2010 | Vriendschappelijk           | Colombia − Chili | 2 − 1   |
| 6  | Mar del Plata | 17 november 2010  | Sudamericano Femenino 2010  | Chili − Colombia | 1 − 1   |
| 7  | Guadalajara   | 20 oktober 2011   | Pan-Amerikaanse Spelen 2011 | Chili − Colombia | 0 − 1   |
| 8  | Las Condes    | 6 maart 2018      | Vriendschappelijk           | Chili − Colombia | 0 − 0   |
| 9  | La Serena     | 6 april 2018      | Copa América 2018           | Chili − Colombia | 1 − 1   |
| 10 | La Serena     | 19 april 2018     | Copa América 2018           | Colombia − Chili | 0 − 0   |
| 11 | Santiago      | 16 mei 2019       | Vriendschappelijk           | Chili − Colombia | 0 − 2   |
| 12 | Santiago      | 19 mei 2019       | Vriendschappelijk           | Chili − Colombia | 1 − 1   |
| 13 | Cali          | 23 oktober 2021   | Vriendschappelijk           | Colombia − Chili | 2 − 0   |
| 14 | Armenia       | 20 juli 2022      | Copa América 2022           | Colombia − Chili | 4 − 0   |

## Samenvatting
| Competitie                           | Totaal gespeeld | Winst Chili | Gelijk | Winst Colombia | Doelsaldo Chili – Colombia |
| ------------------------------------ | --------------- | ----------- | ------ | -------------- | -------------------------- |
| Sudamericano Femenino / Copa América | 6               | 1           | 3      | 2              | 6 − 12                     |
| Pan-Amerikaanse Spelen               | 1               | 0           | 0      | 1              | 0 − 1                      |
| Vriendschappelijk                    | 7               | 0           | 3      | 4              | 3 − 10                     |
| Totaal                               | 14              | 1           | 6      | 7              | 9 − 23                     |